# Alcubilla de las Peñas
Alcubilla de las Peñas és un municipi espanyol ubicat a la província de Sòria, dins la comunitat autònoma de Castella i Lleó.

## Demografia
| Any      | 1900 | 1910 | 1920 | 1930 | 1940 | 1950 | 1960 | 1970 | 1980 | 1990 | 2000 |
| Població | 405  | 413  | 357  | 306  | 328  | 306  | 234  | 120  | 142  | 117  | 103  |